# مات وينستروم
مات وينستروم (بالإنجليزية: Matt Wenstrom)‏ مواليد 4 نوفمبر 1970 في منيابولس، هو لاعب كرة سلة أمريكي سابق. حمل الرقم 50. يبلغ طوله 7 قدم 1 بوصة (2.2 م). لعب مع بوسطن سيلتكس في الدوري الأمريكي لكرة السلة للمحترفين.

## روابط خارجية
- مات وينستروم على موقع إن بي أي (الإنجليزية)
- مات وينستروم على موقع سبورتس رفرنس (الإنجليزية)
- مات وينستروم على موقع كرة السلة الأوروبية.كوم (الإنجليزية)
- مات وينستروم على موقع كلية كرة السلة في سبورتس رفرنس.كوم (الإنجليزية)
- مات وينستروم على موقع ريلجم (الإنجليزية)
- مات وينستروم على موقع بروبوليرز (الإنجليزية)